# Історія Сенегалу

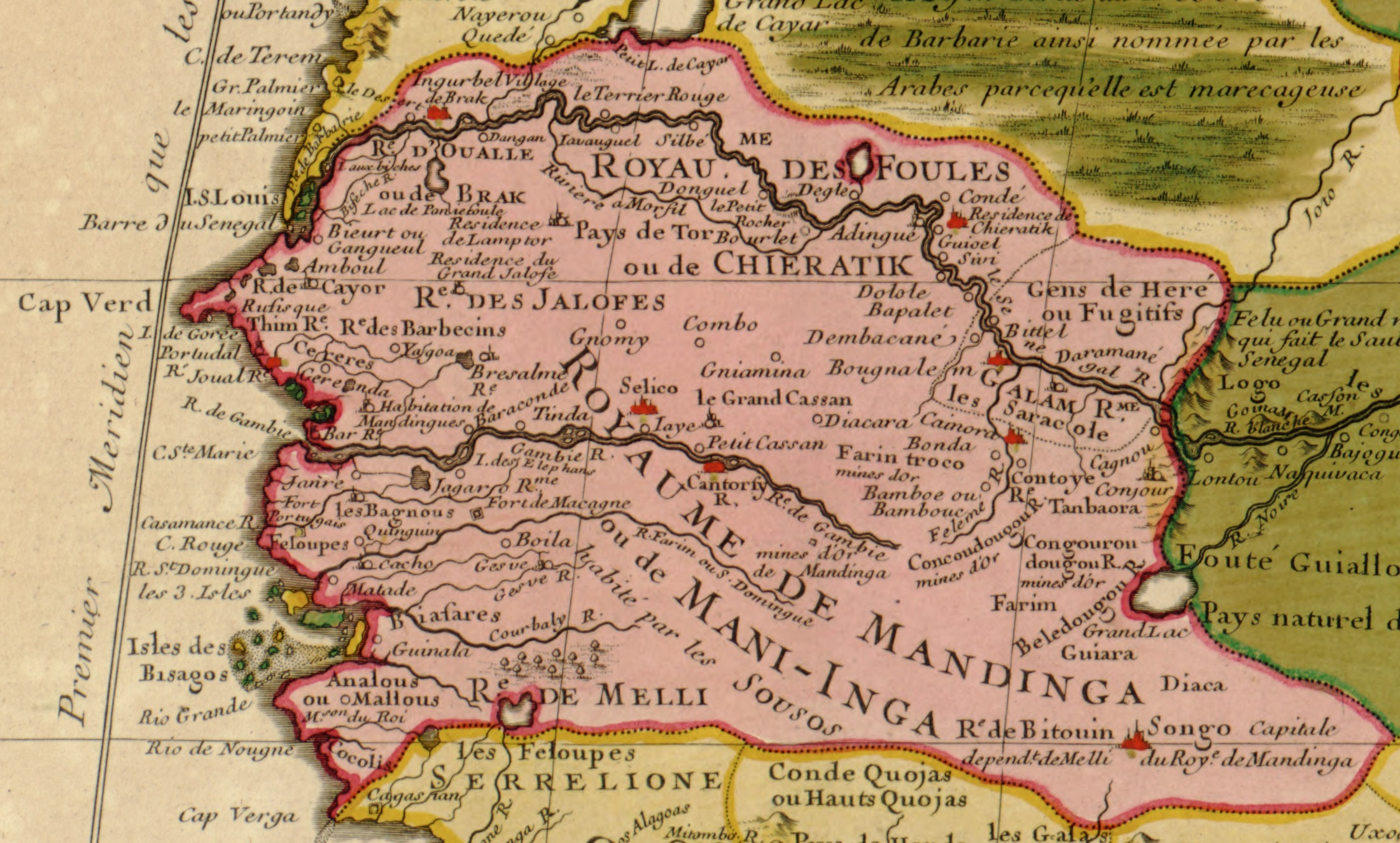
Мапа Гійома Деліля (1770)

Історія Сенегалу зазвичай поділяється на ряд періодів, які охоплюють доісторичну епоху, доколоніальний період, періоду колоніалізму і сучасну епоху.

## Палеоліт
Найбільш ранні свідчення людського життя на території сучасного Сенегалу пов'язані із місцевістю в  долині річки Фелеме (Falémé) на південному-сході країни.
Про присутність людини на цій території в Нижньому палеоліті свідчать знахідки кам'яних сокир, виявлені Теодором Монодом на мисі Фанн на півострові Кап-Верт у 1938, або ножі, знайдені на південному-сході країни. Там були також знайдені камені, характерні для Середнього палеоліту. Мустьєрська культура представлена в основному скребками знайденими на півострові Кап-Верт, а також в пониззі і середній течії річок Сенегал і Фелеме. Деякі знахідки виразно пов'язані з полюванням, зокрема ті що знайдені в районі Тємассасс (Tiémassass), недалеко від міста Мбур, є предметом суперечки між науковцями. Деякі з них стверджують, що знахідки належать до Пізнього палеоліту, в той час як інші відносять їх до неоліту.

## Неоліт
На території Сенегамбії періоди, коли люди займалися мисливством, рибальством, землеробством і ремісництвом добре вивчені. Це пов'язано із численними знахідками залишків матеріальної культури людей цієї епохи, насамперед, кераміки. Але невивчені місця залишаються. Хоча ознаки і прояви цивілізації неоліту і виявлено, їх походження ще не повністю досліджене. Можна виділити такі значніші дослідження археологів в регіоні:
- Розкопки на мисі Мануель: неолітична стоянка Мануеліно біля  Дакару була виявлена в 1940 році.[7] Базальтові породи були використані для виготовлення мікролітичних інструментів зокрема сокир. Такі інструменти були знайдені на о. Горе та Мадленських островах.
- Розкопки в Бель-Ейр: Неолітичні інструменти Беларе, як правило, зроблені з кременю, присутні в дюнах на заході, недалеко від нинішньої столиці м. Дакар. Крім сокир, тесел і кераміки, знайдено також статуетку Венери Тіарой (Venus Thiaroye). [8]
- Розкопки в Ханті: Ханті-крик розташований на півночі біля Кайяре в нижній частині долини річки Сенегал, дав назву неолітичній індустрії, яка в основному використовувала кістки і деревину.[9] Ця стоянка входить до списку закритих історичних пам'яток Сенегалу.[10]
- Розкопки  біля р. Фалеме в південно-східному Сенегалі, виявили неолітичні  інструменти, які вироблялися технікою полірування різнорідних матеріалів, таких як піщаник, гематит, сланець, кварц і кремінь.
- Неолітична цивілізація долин річок Сенегал і Ферло є найменш дослідженою.

## Доісторична доба
Періодизація первісної історії Сенегалу залишається спірною. Вона часто описується починаючи з епохи металургії, таким чином вміщуючи її  між появою металообробки і писемності.
Археологами були знайдені різноманітні цінні артефакти цього періоду:
- На узбережжі і в гирлах річок Сенегал, Салум, Гамбії та Касаманса були виявлені кургани з скупченнями мушель, які часто називають смітниковими насипами (middens). 217 цих кластерів були ідентифіковані в дельті річки Салум, а також в регіоні Жоал-Фадіус  (Joal-Fadiouth).[12] Кургани в дельті річки Салум, були датовані ще 400 р. до н. е. Частина дельти Салум є об'єктом Всесвітньої спадщини. Поховальні насипи чи кургани були побудовані там протягом 8-го — 16 століть.[13] Вони також знайдені на півночі недалеко від Сен-Луї,[14] і в гирлі річки Касаманс.[15]
- На Заході країнибули відкриті багаті кургани з піску, що називаються мбанар (mbanaar), що перекладається як «могили»,[16] була знайдена також масивна золота пектораль масою 191 грам, виявлена біля Сен-Луї.[17]

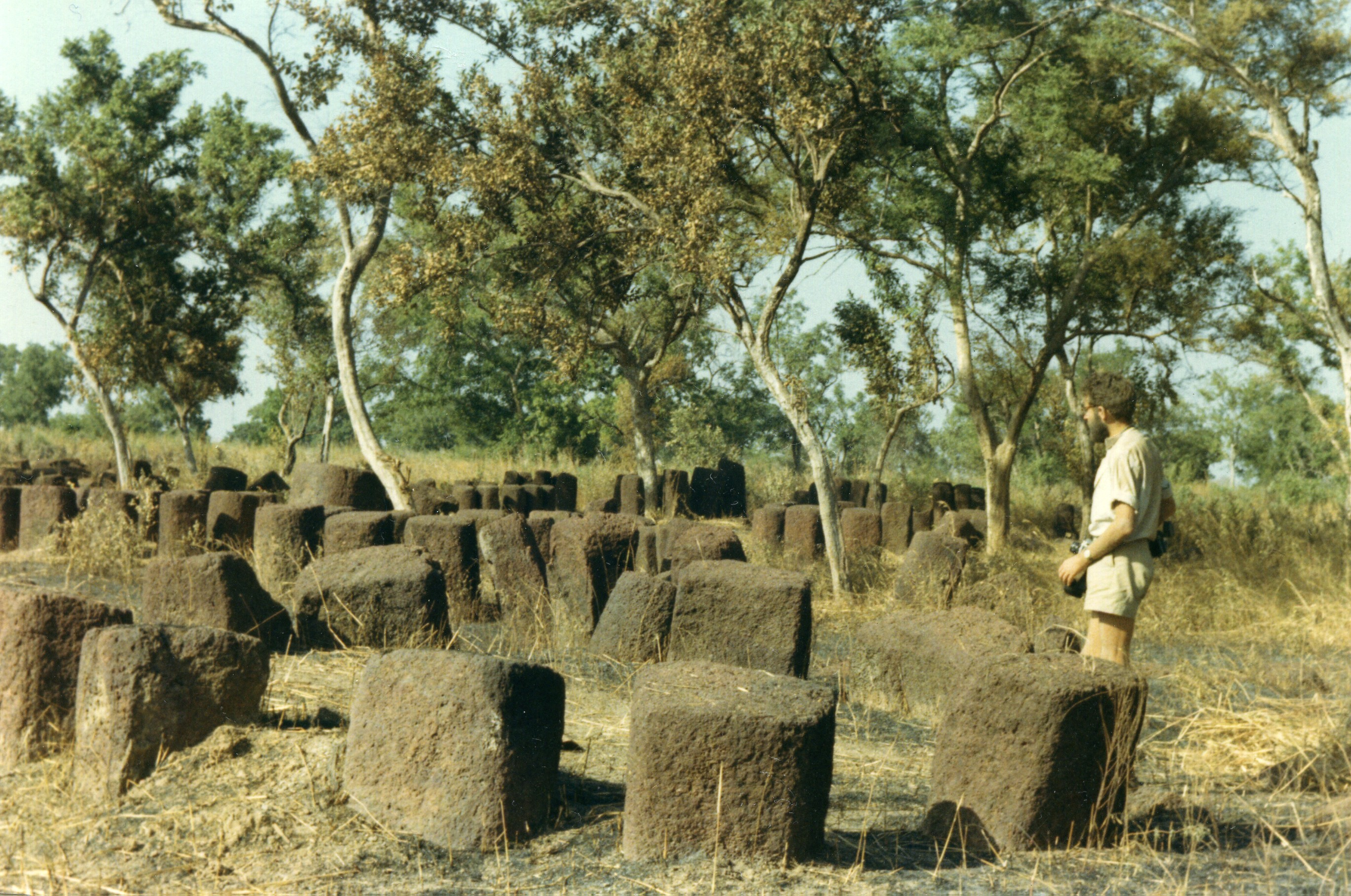
Мегалітичних пам'ятки в Сенегалі

- На величезній площі близько 33,000 км², розташованій в центрі країни і на південь навколо Гамбії були знайдені ряди валунів, відомі як кам'яні кола в Сенегамбії, які в 2006 р. були внесені до списку Світової спадщини ЮНЕСКО.[18] Дві з цих ділянок знаходяться на території Сенегалу: Сін-Нгаєне (Sine Ngayène)[19] і Сін-Ванар (Sine-Wanar), вони розташовані у департаменті Ньоро-Ріп. Сін-Нгаєне має 52 кам'яних кола, у тому числі й подвійне коло. У Сін-Ванар число кіл менше на 24 і камені там менші.
- Існування протоісторичних руїн у долині середньої течії р. Сенегал було підтверджено наприкінці 1970-х років.[20] Тут були виявлені кераміка, перфоровані керамічні диски[21] або орнаменти. Розкопки на Сінтіо-Бара (Sinthiou Bara),[22] неподалік Матаму, виявилися особливо плідними. Вони показали, наприклад, напрям транссахарської торгівлі з далеких куточків Північної Африки.

## Королівства та імперії

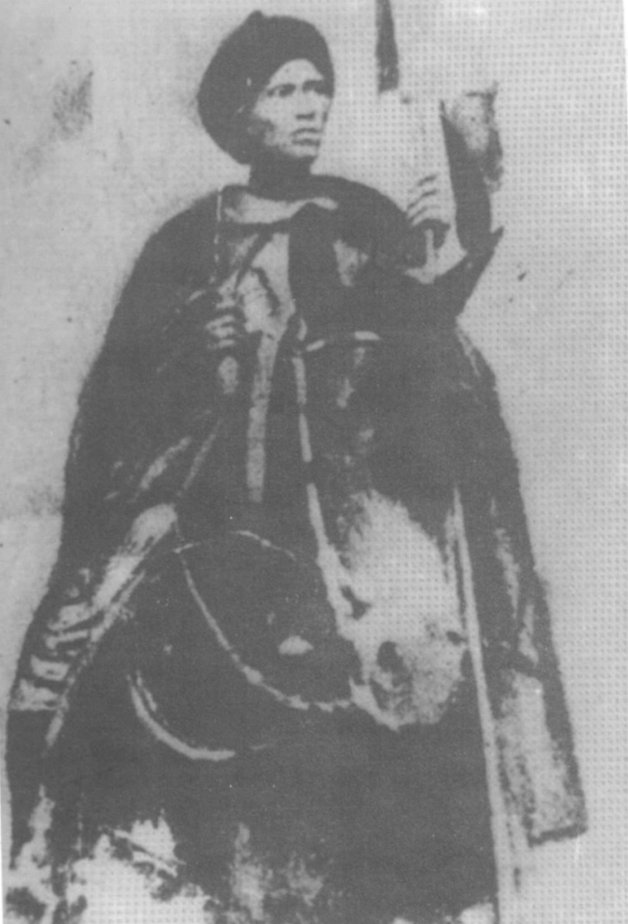
Цар Сін

Територія сучасного Сенегалу була частиною більш широкої області, яку європейські торговці називали Верхня Гвінея. За відсутності письмових джерел і монументальних руїн в цій області, історію перших століть новітньої доби можна вивчати в першу чергу завдяки археологічним розкопкам, писанням ранніх географів і мандрівників, написаних на арабській мові, та інформації, отриманої з усної традиції. Об'єднавши ці дані можна припустити, що Сенегал був вперше заселений з півночі і сходу кількома хвилями міграції. Африканіст, історик Дональд Р. Райт наголошує на тому, що сенегамбійські  топоніми вказують на те, що перші жителі можуть бути тісно споріднені з одним із декількох сусідніх племінних груп— бейнанк (Bainunk), касанга (Kasanga), біфада (Beafada)… До них додають серер (Serer), які перемістилися на південь протягом першого тисячоліття н. е. з долини р. Сенегалу і мандемовні народи, які приїхали пізніше зі сходу". [джерело?]

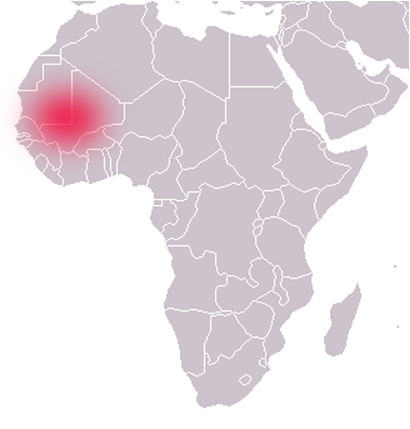
Розташування імперії Гана

Перед прибуттям європейських поселенців, історія регіону Сахари, в основному, характеризується консолідацією поселень у великих державних утвореннях – у імперії Гана, імперії Малі та імперії Сонгай. Ядра цих великих імперій розташовувалися на території нинішньої Республіки Малі, а Сенегал належав до їх периферії.
Найдавніша з цих імперій, Гана, ймовірно, заснована в першому тисячолітті племенем сонінке чиє анімістичне населення жило за рахунок сільського господарства та торгівлі через Сахару, включаючи такі товари як: золото, сіль і тканини. Свою зону впливу імперія повільно поширювала на регіони між долинами річок Сенегал і Нігер.
Менше за територією королівство Текрур (Tekrur) було васалом Гани. Гана і Текрур були єдиним організованим населенням в регіоні до ісламізації. Територія Текрур приблизно дорівнювала іншій тогочасній державі Фута-Торо. Їх існування в 9 столітті підтверджується арабськими рукописами. Створення цих держав ймовірно пов'язане із припливом населення племені Фулані зі сходу і його поселення в долині р. Сенегалу. Джон Доннеллі Фаге говорить про те, що Такрур сформувався на основі взаємодії Берберів з Сахари і «негроїдних землеробських народів», які є справжнім плем'ям Серер, хоча його королі після 1000 року н. е., можливо, були сонінке (Північна Манде). Ім'я, запозичене з арабських творів, може бути пов'язана з етнічною групою тукулер. Торгівля з арабами була досить поширеною. Королівство імпортувало шерсть, мідь і перли і вивозило золото і рабів. Зростання величезної імперії в час арабо-мусульманського джихаду принесло із собою перший реальний ріст работоргівлі. Ця торгівля називається арабською работоргівлею — вона забезпечила Північну Африку та регіон Сахари рабською працею. Текрур був в числі перших держав, що прийняли іслам, це сталось до 1040 р..

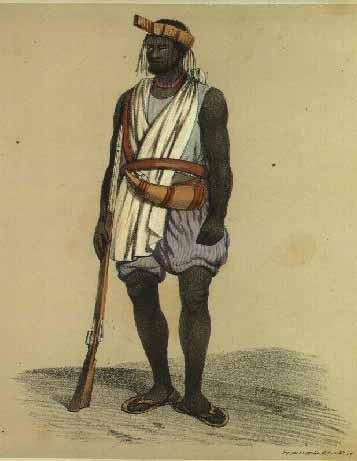
Представник народу волоф в регіоні Вало у «військовому вбранні» (1846)

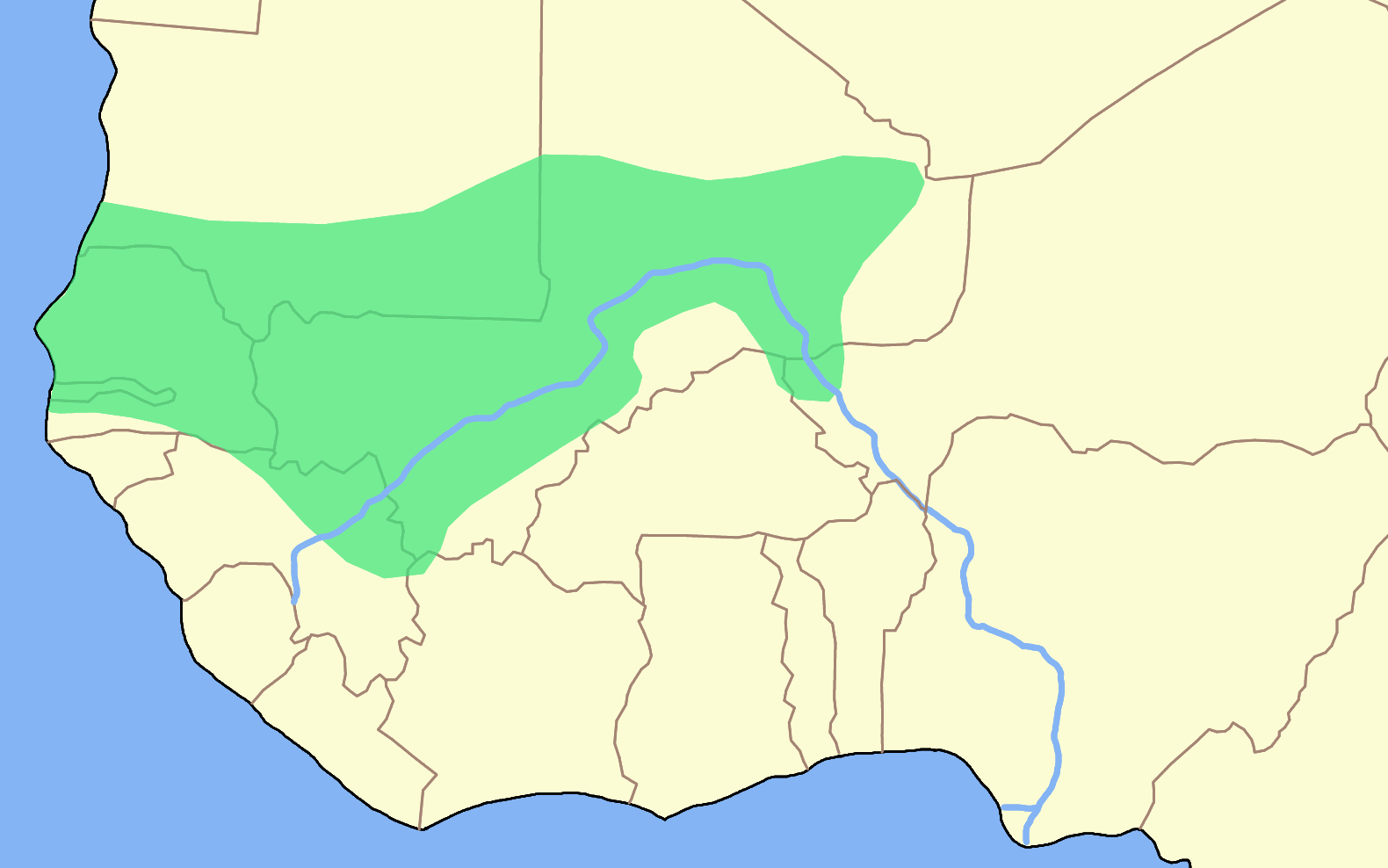
Імперія Малі в часі її найбільшого територіального розширення

Два інших великих політичних утворення сформувалися і зростали протягом 13 та 14 століть: Імперії Малі і Жолоф (Jolof), друга стала васалом першої в період її розквіту. Малі продовжувала розширюватися, охоплюючи Східний Сенегал, а потім майже всі його нинішні території. Джолоф розширив своє панування на дрібні вождівства на південь від річки Сенегал.
Імперія Жолоф була заснована на засадах добровільної конфедерації держав; це не була імперія, побудована на військових завоюваннях, незважаючи на те, що для її окреслення використовується слово «імперія». Царство Сін ніколи не платило данину правителям Жолофу. Історик Сильвіан Діуф стверджує, що «кожне васальне царство—Вало, Такрур, Кайор, Баол, Сін, Салюм, Улі, та Ніані,— Визнавало гегемонію Жолоф та сплачувало йому  данину.»

Прихід європейців породив автономізацію малих королівств, які перебували під впливом Жолоф. Разом із появою нових морських шляхів залежність від транссахарської торгівлі стала значно меншою і ці регіони стали переорієнтовуватися на торгівлю з Новим світом. Занепад цих царств можна пояснити внутрішніми чварами, та приходом європейців, які організували масове вивезення молодих африканців в Новий світ. Під впливом ісламу ці царства були реорганізовані і марабути стали відігравати все важливішу роль.
Етнічні групи казаманс, байнункс, маньякес та діола, що заселяли прибережну зону, що об'єдналися у 13-му столітті під назвою каабу – були окуповані народом мандінго. У 15 столітті, король одного з племен дав своє ім'я області: Каса Манса. До французької інтервенції Касамансе була постійно послаблена внутрішніми протиріччями.

## Ера торгових факторій і торгівлі людьми
Згідно кількох джерел, включно із Dictionnaire de pédagogie et d'instruction primaire написаного Фердинандом Бюїссоном у 1887,  перше французьке поселення в Сенегалі датується 14 століттям — морськими подорожами французів з приморського департаменту Дьєпп. Цей аргумент, який свідчить на користь ідеї про перевагу французької присутності в регіоні, не знаходить підтвердження в інших роботах.
У середині 15-го століття, кілька європейських країн досягли узбережжя Західної Африки, послідовно або й одночасно цей морський шлях проходили португальці, голландці, англійці і французи. Європейці вперше оселилися вздовж узбережжя, на островах в гирлах річок, а потім трохи далі вгору за течією. Вони відкрили торгові пости і займалися різноманітною  торгівлею (пшениця, перець, слонова кістка…), в тому числі і работоргівлею, яка поступово стала в центрі нового економічного порядку, принесеного потужними європейськими компаніями.

### Португальські мореплавці

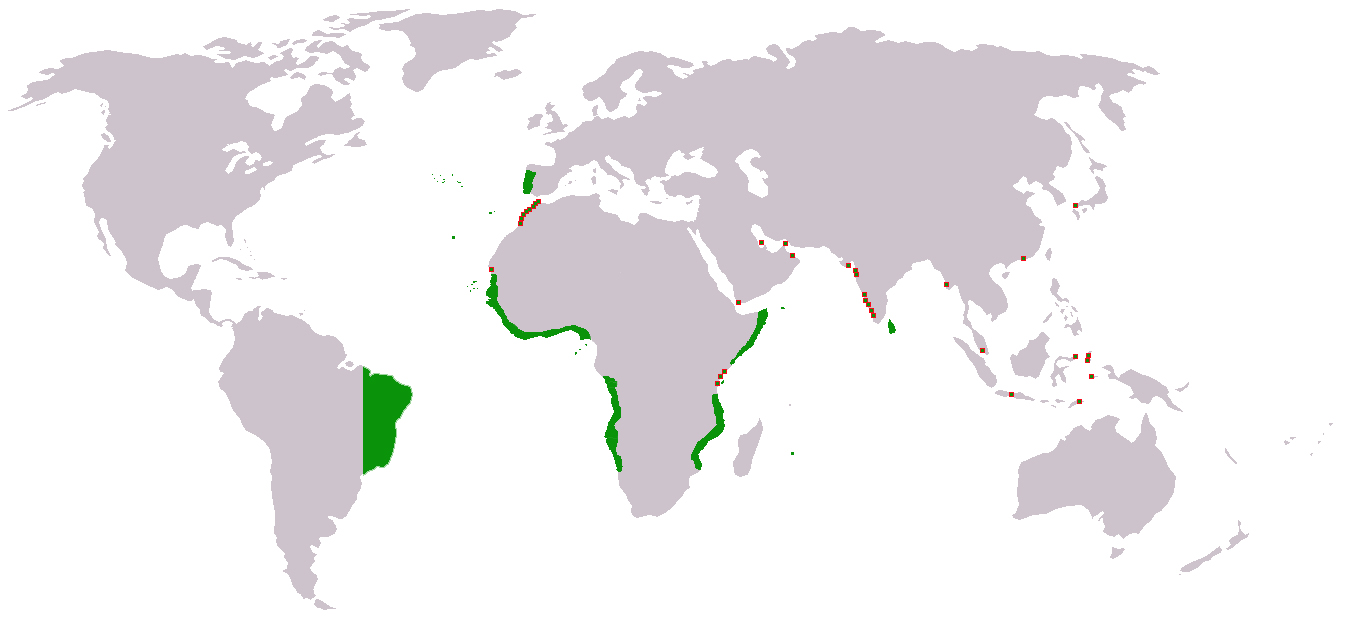
Португальські колонії і пости під час правління Жуана III, в 16 столітті

Заохочувані Генріхом Мореплавцем португальські мореплавці, прагнучи знайти шлях в Індію, досліджували африканське узбережжя і, ризикуючи, просувалися все далі на південь.
В 1444 році Дініш Діаш дістався гирла річки Сенегал, найзахіднішої точки Африки, яку він назвав Кабо-Верде, через пишну рослинність, яку там побачили мореплавці. Він також досяг острова Горе, що його місцеві мешканці називали Берзегіше (Berzeguiche), але він назвав його Ілля-де-Пальма — острів пальм. Португальці не оселитися там на постійно, але використовували острів як факторію для заняття комерцією в регіоні. Вони збудували там каплицю в 1481 році. Португальські торгові пости були встановлені також в Тангугусі  і місті Кей, перейменованому в «Ріо» (майбутнє м. Рюфіске).
Вони також знайшли шлях в нижню Касаманку  де заснували в 1645 році м. Зігіншор. Поширення християнства супроводжувалося паралельним розширенням торгових інтересів європейців.

### Голландська Вест-Індійська компанія
Після акту зречення в 1581 році, у Сполучених провінціях поступово зневажається авторитет короля Іспанії. Нідерланди міцніли завдяки морській торгівлі і розширювали свою колоніальну імперію в Азії, Південній Америці і Південній Африці. У Західній Африці торгові пости були відкриті і в деяких регіонах сучасних Сенегал, Гамбії, Гани і Анголи.

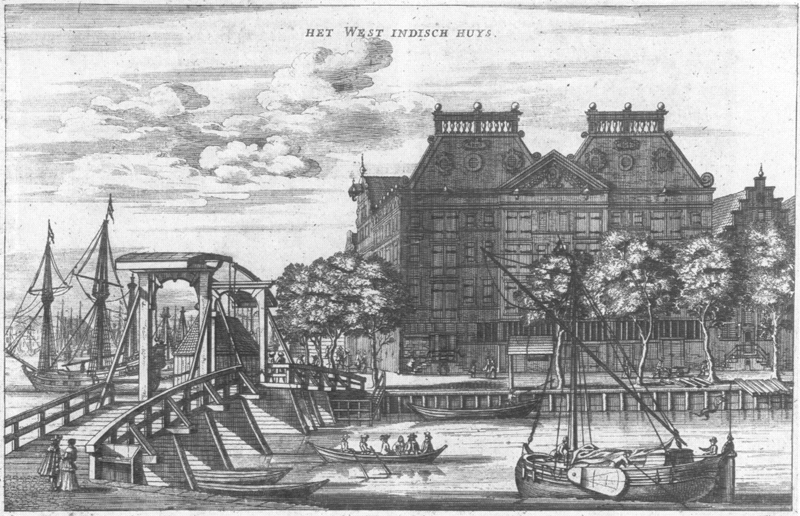
Голландська Вест-Індійська компанія в Амстердамі в 1655 році

Створена у 1621 р., Голландська Вест-Індійська компанія придбала острів Горе в 1627 році. компанія побудувала дві фортеці, які сьогодні в руїнах.
Голландські поселенці володіли островом впродовж майже півстоліття, але періодично відтискалися  в 1629 році португальцями, у 1645  і 1659 рр. французами і в 1663 році британськими військами. Голландські колоністи займалися торгівлею воском, бурштином, золотом, слоновою кісткою, а також брали участь у работоргівлі, але трималися подалі від факторій на узбережжі.

### На тлі англо-французького суперництва
Торгівля і работоргівля посилюється в 17 столітті. У Сенегалі, французи і англійці конкурували в основному в двох питаннях, за острови [[Горе (острів)|Горе] та Сен-Луї. 10 лютого 1763 році Паризький мирний договір завершив Семирічну війну і після трьох років переговорів Франція, Велика Британія та Іспанія — помирилися. Велика Британія повернула острів Горе Франції. В якості провідної колоніальної держави, вона тоді придбала, серед багатьох інших територій і територію біля річки Сенегал, з фортами і торговими постами Сен-Луї, Подор, і Галам та всі права на річку Сенегал.
За правління Людовика XIII і особливо Людовика XIV досить широкі привілеї були надані деяким французьким судноплавним лініям, які, однак, як і раніше зіштовхувалися з багатьма труднощами. У 1626 році Рішельє заснував Норманську компанію — асоціацію купців Дьєппу і Руану, відповідальних за роботу в Сенегалі і Гамбії. Компанія була розпущена в 1658 році, а її активи були придбані Компанією Кабо-Верде і Сенегал, які відповідно були експропрійовані після створення Кольбером у 1664 році Французької Вест-Індійської компанії.
Компанія Сенегал була відновлена Кольбером 1673 році. Вона стала головним інструментом для французького колоніалізму в Сенегалі, але обтяжена боргами, вона була розпущена в 1681 році і її замінили іншою, що проіснувала до 1694 року. Третя Компанія Сенегалу була заснована у 1709 р. і проіснувала до 1718 р. З Британського боку, монополію на торгівлю з Африкою в 1698 році було надано Королівській Африканській компанії.

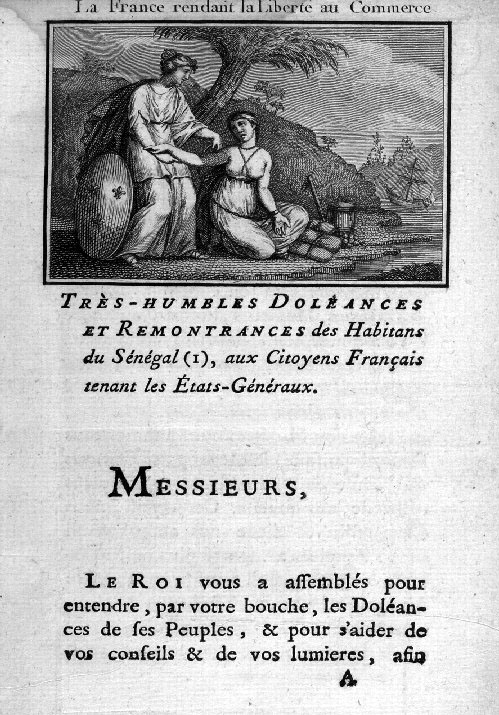
Список скарг Сен-Луї (Сенегал) (1789)

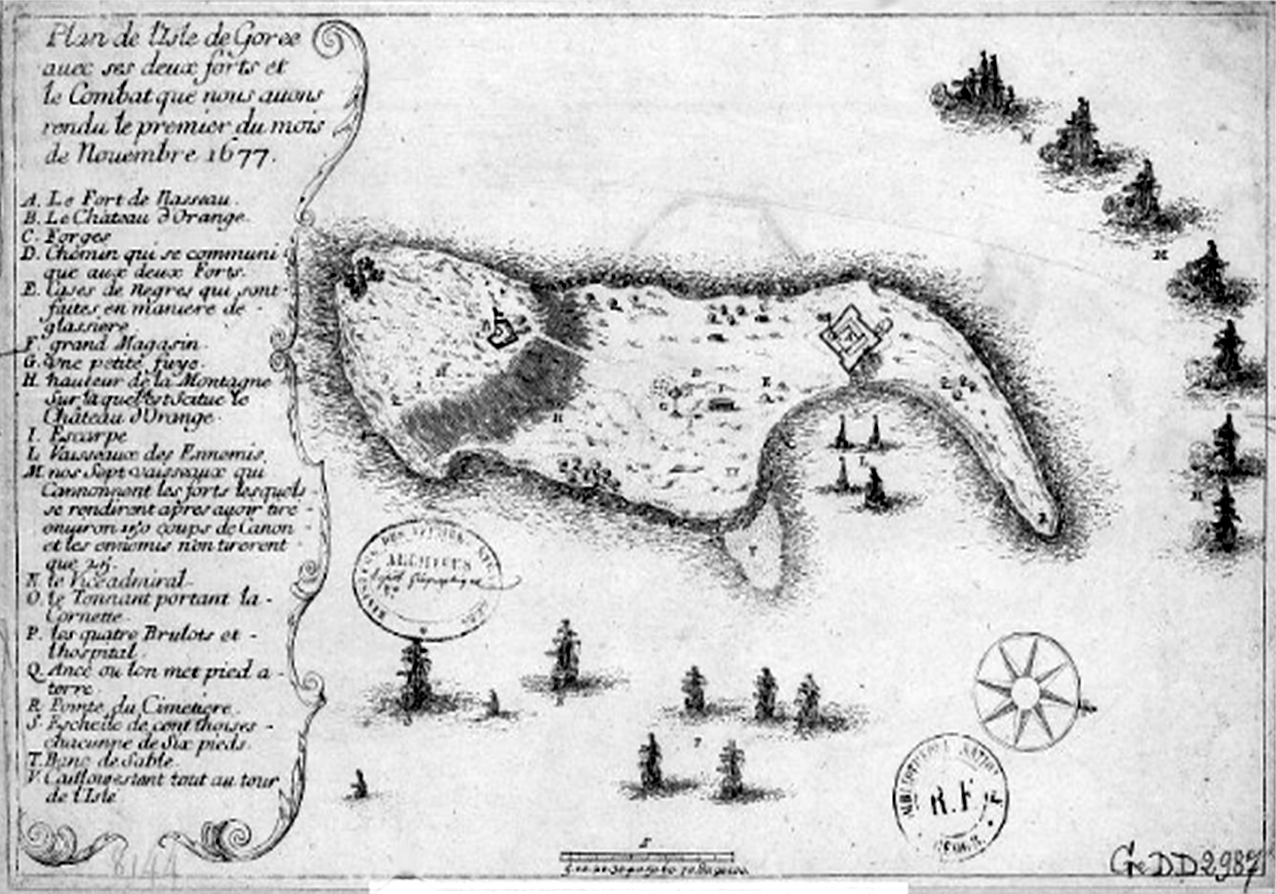
План острова Горе з його двома фортами і боротьба, яку вели за них у листопаді 1677 року

Керівник військово-морського флоту Людовіка XIV, Адмірал Жан Естре захопив Горе 1 листопада 1677 року. Острів був взятий англійцями 4 лютого 1693 р., і був знову окупований французами через чотири місяці. У 1698 році директор Компанії Сенегал, Андре Брю, відновив укріплення. Але Горе знову став англійським в середині 18 століття.
Відмінне розташування Сен-Луї привертало увагу англійців, які займали його три рази протягом кількох місяців у 1693 році і пізніше у ході семирічної війни в 1758 році, поки він не був взятий герцогом де Лозен в 1779 році і остаточно 1809 р. в 1816 роках французи закріпили тут свою владу.
У 1783 році Версальський договір повернув Сенегал до Франції.
Призначений губернатором в 1785, Кніт Буфлерс (Knight Boufflers) два роки зосереджувався на розвитку колонії, яка займалася контрабандою гуміарабіку і золота.
У 1789 населення Сен-Луї написало список скарг. У тому ж році французи були вигнані з Форт-Сент-Джозеф в Галамі і з царства Галам.

### Работоргівля
Європейці спершу були розчаровані, тому що вони сподівалися знайти більше золота в Західній Африці, але коли розвиток плантацій в Південній Америці, в основному в Карибському басейні, в Бразилії і на півдні США породив велику потребу в дешевій робочій силі, регіон отримав більше уваги. Папство, яке іноді виступало проти рабства, не засуджувало його прямо аж до кінця 17 століття; що може свідчити про те, що церква сама була зацікавлена в насадженні колоніальної системи.
Деякі місцеві племена спеціалізувалися на рабовласницькій торгівлі, наприклад, діула в Західній Африці. Країни та королівства конкурували разом з приватними трейдерами, які стали набагато багатшими у трикутній торгівлі (хоча деякі перевезення призводили до реальної фінансової катастрофи). Політико-військова нестабільність в регіоні лише посилилась разом із поширенням работоргівлі.
Чорний Код, прийнятий у 1685 році, регулював торгівлю рабами в американських колоніях.

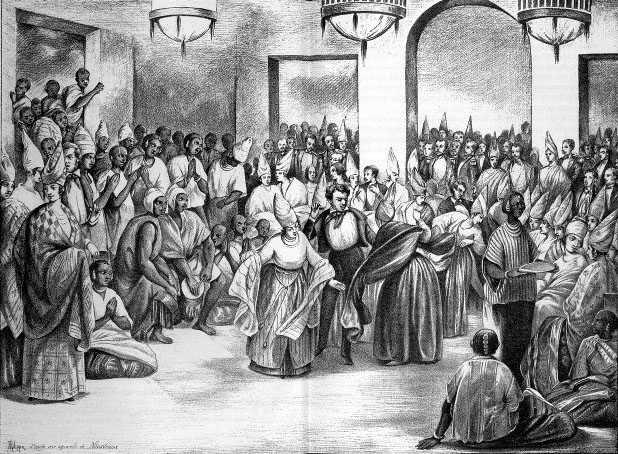
Жінки сінгаре в Сен-Луї (1890)

У Сенегалі, торгові пости були засновані в Горе, Сен-Луї, Рюфіске, Портудал і Жоаль і верхній частині долини річки Сенегал, включаючи Форт Св. Йосипа, в Царстві Галам. В 18-му столітті французи організували торгівлю рабами в більшій частині Сенегамбії.
Рабство було скасовано Національним Конвентом у 1794 році, а потім відновлено Бонапартом у 1802 році. В Британській імперії скасували рабство в 1833 році, в Франції воно було остаточно скасовано у період Другої республіки у 1848 році, під керівництвом Віктора Шельше.

### Поступове ослаблення колоній
У 1815 році Віденський Конгрес засудив рабство. Але це економічно не суттєво вплинуло на становище африканців.
Після відходу губернатора Шмальца. Роджер Барон особливо заохочує розвиток засадження арахісу («земляних фісташків»), ця монокультурність буде причиною важкої економічної відсталості Сенегалу. Незважаючи на лють Барона, компанія зазнала провалу.
Колонізація Касаманки також продовжувалася. Острів Карабане, придбаний Францією в 1836 році, зазнав глибоких перетворень завдяки зусиллям Еммануеля Бертрана Боканде нантського бізнесмена.

## Сучасний колоніалізм

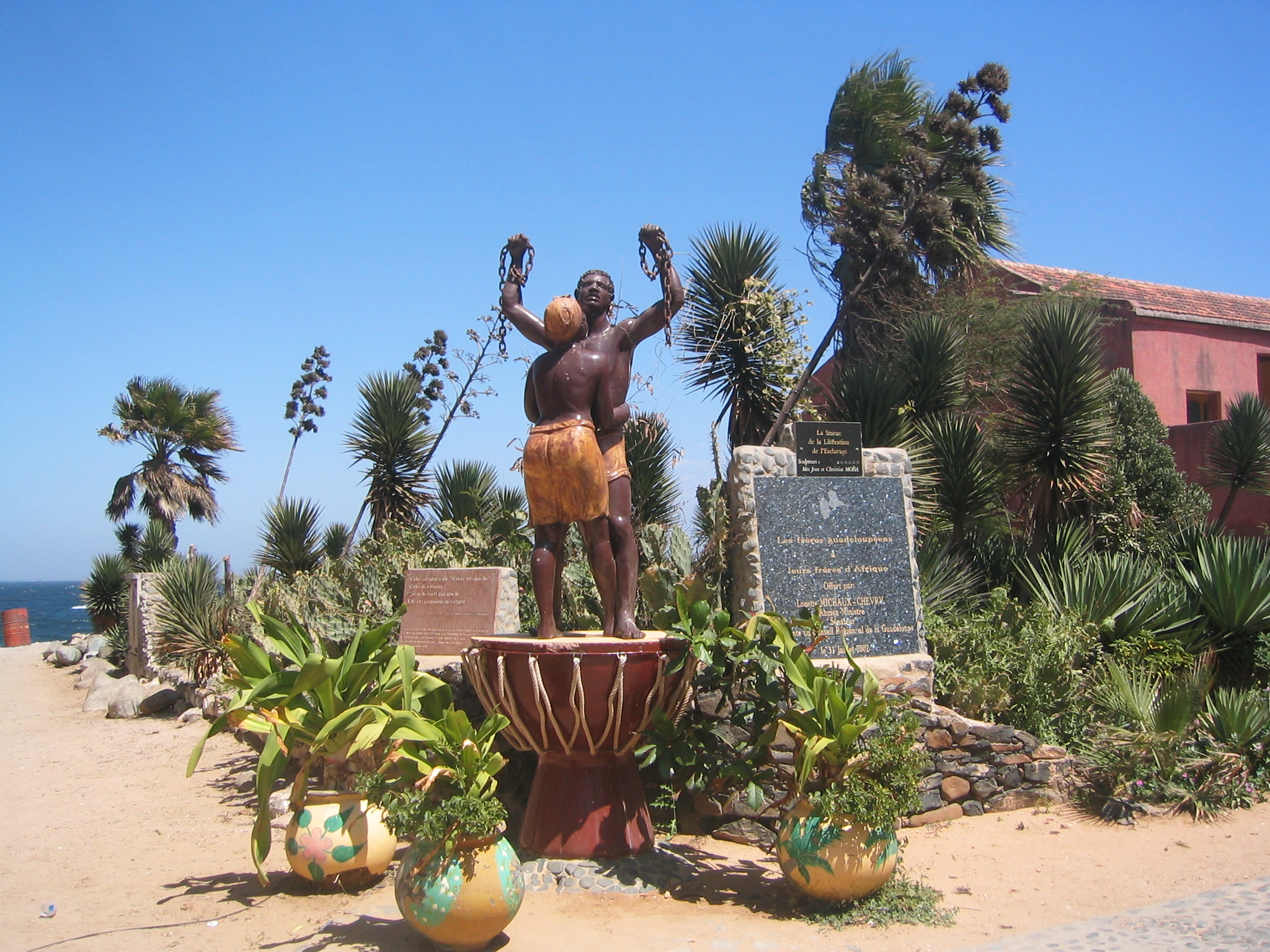
Пам'ятник недалеко від Майсон де Есклавс на острові Горе.

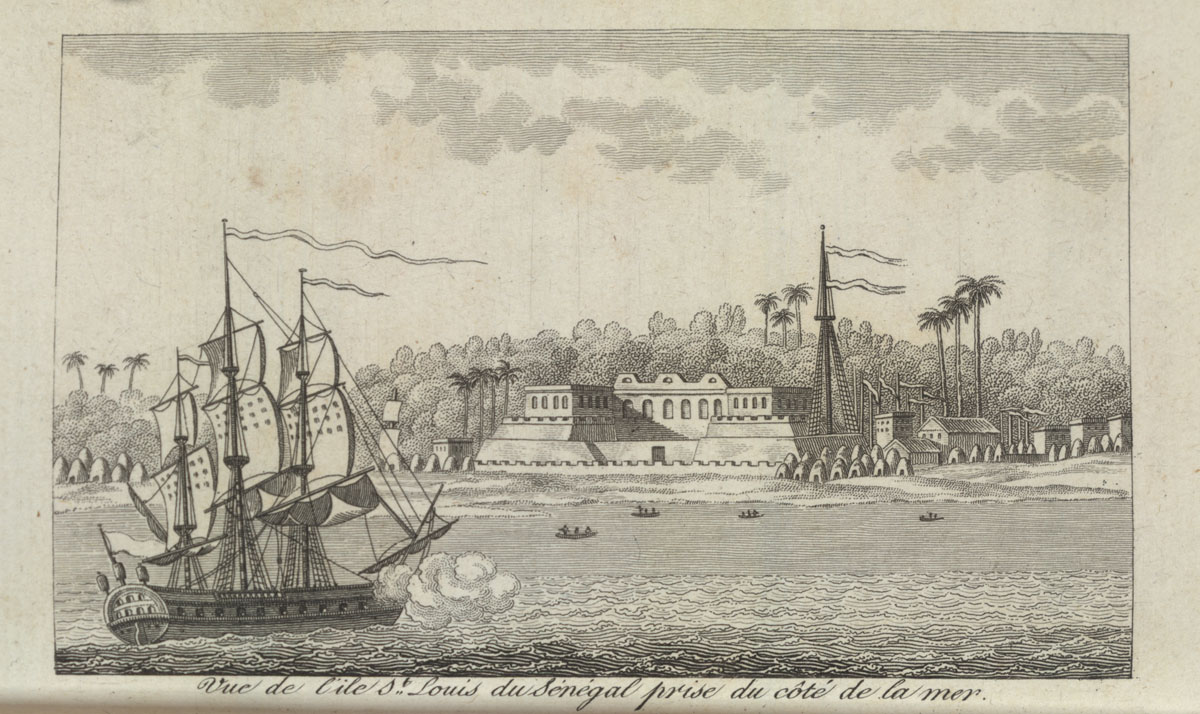
Сен-Луї в 1780 році.

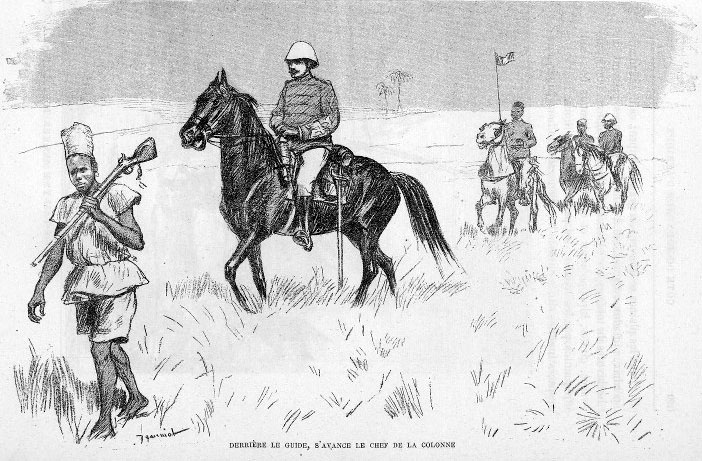
Французька Західна Африка в 1890 році.

Різні європейські держави — Португалія, Голландія і Англія – змагалися торгівлею в області з 15-го століття, поки в 1677 році, Франція взяла під контроль головний осередок работоргівлі — сумнозвісний острів Горе поряд із сучасним Дакаром. У 1758 році французьке поселення було захоплено Британською експедицією в рамках Семирічної війни, але пізніше знову повернулося під контроль Франції. Тільки в 1850-х роках французи при губернаторі Луї Федербі, почали поширювати вплив на материкову частину Сенегалу, за рахунок місцевих державних утворень.
Чотири комуни Сен-Луї, Дакар, Горе, і Рюфіске були найстарішими колоніальними містами Франції у Західній Африці. У 1848 році, Друга французька республіка надала право повного французького громадянства їх жителям. А ті, хто народилися в цих містах могли технічно користуються всіма правами французьких громадян.
Більшість Африканського населення цих міст були названі місцевими (originaires). Деяким африканцям із чотирьох комунах, хто зміг отримати вищу освіту, або які працювали на французьких підприємствах  було номінально надано повне французьке громадянство, в тому числі право голосу. Незважаючи на це місцеве африканське населення, як і раніше стикалося з серйозною дискримінацією і в Африці і в метрополії.
27 квітня 1848 р., після Лютневої революції у Франції, був прийнятий закон про включення чотирьох комун Сенегалу до виборів депутатів до французького парламенту. 2 квітня 1852 парламентські місця для Сенегалу були скасовані Наполеоном III. Після падіння Другої французької імперії, чотирьом комунам знову було дозволено мати місце в парламенті, яке було надане законом від 1 лютого 1871 року. На 30 грудня 1875 року це місце знову скасували, але тільки на кілька років, воно було відновлено 8 квітня 1879 року, і залишалося єдиним парламентським представництвом Африки на південь від Сахари до падіння третьої республіки в 1940 році.
Тільки в 1916 році «місцевим» було надано повне право голосу. Блез Діагне у 1914 році став першим африканським депутатом обраним в Національні збори Франції. З цього часу і до здобуття незалежності в 1960 році, депутатами чотирьох комун завжди були африканці і вони були в авангарді деколонізаційної боротьби.

Прапор Французького Сенегалу (1958—1959)

Після виборів 1945 року до Установчих зборів у Франції, французька влада поступово до листопада 1955 року узаконила принцип загального виборчого права, який вступив в дію в наступному році. Першими виборами проведеними за загальним виборчим правом, були муніципальні вибори в листопаді 1956 року. Першими національними виборами було обрання Територіальної Асамблеї 31 березня 1957 року.

## Незалежність

Короткоіснуюча Федерація Малі.

У січні 1959 року, Сенегал і Французький Судан об'єдналися в Федерацію Малі, яка отримала повну незалежність 20 червня 1960 року.  Угоду з Францією про передачу влади було підписано 4 квітня 1960 року. Через внутрішньополітичні труднощі, федерація розпалася вже 20 серпня 1960 року. Сенегал і Судан (офіційна назва Республіка Малі) проголосили незалежність. Леопольд Сенгор, всесвітньо відомий поет, політик, і державний діяч, був обраний перший президент Сенегалу в серпні 1960 року.
У 1960-х і на початку 1970-х років відбувалися постійні порушення кордонів Сенегалу португальськими військовими з Португальської Гвінеї. У відповідь, Сенегал звертався в Раду Безпеки Організації Об'єднаних Націй в 1963, 1965, 1969 (у відповідь на обстріли португальської артилерії), 1971 і 1972 роках.
Після розпаду Федерації Малі, Президент Сенгор і прем'єр-міністр Мамаду Діа управляли разом в рамках парламентської системи. У грудні 1962 року, їх політичне суперництво призвело до спроби державного перевороту прем'єр-міністром Діа. Переворот був придушений безкровно і Діа був арештований і поміщений у в'язницю. Сенегал прийняв нову Конституцію, яка закріпила президентську владу.
Сенгор більш терпимо ставився до опозиції, ніж більшість африканських лідерів в 1960-х роках. Тим не менше, політична активність дещо обмежувалася в певні періоди часу. Партія Сенгора, Сенегальський прогресивний Союз (нині Соціалістична партія Сенегалу), була єдиною юридично дозволеною від 1965 до 1975 року. В наступних роках Сенгор дозволив створення двох опозиційних партій, які почали свою роботу в 1976 році—марксистської партії (Африканська Партія Незалежності) і Ліберальної Партії (Сенегальської Демократичної партії).
У 1980 році президент Сенгор пішов з політики і передав владу своєму обранцеві, прем'єр-міністру Абду Діуфу у 1981 році.

## 1980—2017
Сенегал приєднався до Гамбії у формі Номінальної конфедерації Сенегамбія (Senegambia) 1 лютого 1982 року. Однак, передбачена інтеграція двох країн так і не була виконана і союз був розірваний в 1989 році. Незважаючи на мирні переговори, південні сепаратистські групи в Касаманській області починаючи з 1982 року спорадично мали сутички з урядовими військами. Сенегал має довгу історію участі в міжнародних миротворчих операціях.
Абду Діуф був президентом в період між 1981 і 2000 роками. Діуф служив чотири терміни в якості президента. На президентських виборах 2000 року він зазнав поразки на вільних і чесних виборах від лідера опозиції Абдулая Вада. Сенегал пережив свій другий мирний перехід влади та перший перехід влади від однієї політичної партії до іншої.
30 грудня 2004 року Президент Абдулай Вад оголосив, що підпише мирний договір з двома сепаратистськими угрупованнями з Руху демократичних сил Казамансу (РДСК) в Касаманській області. Це мало б закінчити один з найбільш тривалих громадянських конфліктів у Західній Африці. Наприкінці 2006 року, здавалося, мирний договір був досягнутий після того як було підписано мирну угоду між сторонами конфлікту. Повіривши в перспективу миру, біженці почали повертатися додому із сусідньої Гвінеї-Бісау. Однак, на початку 2007 року колони біженців з'явилися знову, через побоювання нового спалаху насильства між сепаратистами і урядом.
Абдулай Ваде визнав свою поразку від Макі Салл на виборах 2012 року.